# Eparchie šadrinská
Eparchie Šadrinsk je eparchie ruské pravoslavné církve nacházející se v Rusku.

## Území a titul biskupa
Zahrnuje správní hranice území Šadrinského, Dalmatovského, Katajského, Ščučanského, Šumichinského, Miškinského, Jurgamyšského, Safakulevského, Almeněvského, Kargapolského, Kurtamyšského, Celinnyjského, Zverinogolovského a Šatrovského rajónu Kurganské oblasti.
Eparchiálnímu biskupovi náleží titul biskup šadrinský a dalmatovský.

## Historie
V dubnu 1918 bylo na schůzce jekatěrinburských jednověrců rozhodnutí o založení biskupské katedry v Šadrinsku. Toto rozhodnutí schválil také arcibiskup jekatěrinburský Grygorij (Jackovskyj) ale ve zřízení se nepokračovalo.
V červenci 1923 byl zřízen šadrinský vikariát jekatěrinburské eparchie.
Následně se stal vikariátem sverdlovské eparchie a poté permské eparchie.
Poté co byl roku 1930 zatčen biskup Jevsevij (Rožděstvenskij) již žádný biskup na šadrinskou katedru nebyl jmenován.
Dne 5. května 2015 byla rozhodnutím Svatého synodu zřízena z části území kurganské eparchie samostatná šadrinská eparchie. Stala se součástí nově vzniklé kurganské eparchie.

## Seznam biskupů

### Šadrinský vikariát jekatěrinburské eparchie
- 1923–1923 Ierofej (Afonin) svatořečený mučedník

### Šadrinský vikariát sverdlovské eparchie
- 1924–1927 Stefan (Znamirovskij)
- 1927–1927 Viktor (Ostrovidov) svatořečený vyznavač
- 1927–1928 Daniil (Troickij)

### Šadrinský vikariát permské eparchie
- 1928–1930 Valerian (Rudyč)

### Šadrinský vikariát sverdlovské eparchie
- 1930–1931 Jevsevij (Rožděstvenskij) svatořečený mučedník

### Šadrinská eparchie
- od 2015 Vladimir (Maštanov)